# Mintraching
Mintraching település Németországban, azon belül Bajorországban. Lakosainak száma 4988 fő (2023. december 31.).

## Népesség
A település népessége az elmúlt években az alábbi módon változott:
| Lakosok száma | 904  | 1222 | 1278 | 3537 | 4781 | 4820 | 4845 | 4826 | 4859 | 4988 |
|               | 1875 | 1950 | 1975 | 1987 | 2012 | 2014 | 2016 | 2017 | 2021 | 2023 |